# Pandemia de COVID-19 en Andhra Pradesh
El primer caso de la pandemia de COVID-19 en el estado indio de Andhra Pradesh se informó en la ciudad de Nellore el 12 de marzo de 2020. Un joven de 24 años que se confirmó como positivo por coronavirus. Tenía antecedentes de viajes a Italia. El Departamento de Salud de Andhra Pradesh ha confirmado un total de 5.37.687 casos, incluidas 4.702 muertes y 4.35.467 recuperaciones, al 10 de septiembre. El virus se ha propagado en 13 distritos del estado, de los cuales East Godavari tiene el mayor número de casos.

## Casos
El primer caso se confirmó el 12 de marzo de 2020.

## Pruebas
Según Deccan Herald, Andhra Pradesh tiene el mayor número de pruebas de COVID-19 realizadas por millón de habitantes, de entre los estados de la India.
| Muestras recolectadas       | 43,80,991 |
| Probado negativo            | 38,43,403 |
| Probado positivo            | 5.37.687  |
| Porcentaje probado positivo | 12.24 %   |
| A 10 de septiembre de 2020  |           |

## Estrategia de contención
El estado de Andhra Pradesh ha definido su grupo de contención en áreas urbanas para abarcar 3 km de radio, desde el lugar donde se detecta el caso positivo de COVID-19. 2 adicionales km más allá de esta área de contención se trataría como una zona de amortiguamiento en áreas urbanas, mientras que este radio de amortiguación se extendería a 4 km, para las zonas rurales.

## Estrategias de salud pública

### Encuesta puerta a puerta
El 10 de marzo, el gobierno del estado de Andhra Pradesh inició una encuesta puerta a puerta de dos días para identificar a las personas que habían viajado recientemente a los países afectados por COVID-19. Esto se llevó a cabo a través de una red de trabajadores de ASHA, enfermeras parteras auxiliares (ANM), voluntarios del pueblo y del barrio. Hasta el 19 de abril, 32,000 personas fueron identificadas con síntomas similares a los de la influenza en el proceso.

### Comunicación de riesgos y participación comunitaria
La estrategia RCCE (Comunicación de riesgos y participación comunitaria) se adaptó con el apoyo de UNICEF (Fondo de las Naciones Unidas para la Infancia), para brindar capacitación y conciencia sobre el comportamiento apropiado durante la Pandemia de COVID-19 en los hogares. También se ha iniciado una campaña de mascarillas de un mes de duración #MaaskeKavacham para un uso de mascarillas del 95% en áreas urbanas y rurales.

### Cuarentena de servicios de análisis de supervisión inteligente (I-MASQ)
El gobierno de Andhra Pradesh inauguró centros de prueba móviles a finales del mes de mayo, que operan desde autobuses gubernamentales convertidos en instalaciones de prueba. Estos centros móviles se han estacionado en áreas clave de transporte público, como estaciones de tren y aeropuertos. Las muestras de prueba recolectadas de estos centros producen resultados dentro de las 48 horas posteriores a la recolección. Las muestras son administradas por el departamento de salud del gobierno y los sujetos de prueba deben presentar una prueba de identificación y un número de Aadhaar. Si los sujetos de prueba son pasajeros que han estado viajando, también deben proporcionar sus números de vuelo / PNR a los funcionarios de salud allí.

## Medidas de distanciamiento social

### Cierre de lugares públicos
1. El gobierno de Andhra Pradesh comenzó a cerrar sus espacios públicos el 18 y 19 de marzo. Estos incluían instituciones educativas y lugares comerciales no esenciales como salas de cine, gimnasios, centros comerciales y piscinas.[11]
2. Esto fue seguido por un bloqueo completo en todo el estado anunciado el 22 de marzo. Ambas restricciones debían seguirse hasta el 31 de marzo de 2020.
3. El centro impuso un cierre nacional de 21 días a partir del 25 de marzo de 2020.[12]

### Instalaciones para la cuarentena
El departamento de Salud, Medicina y Bienestar Familiar de Andhra Pradesh ordenó a todos los recolectores del Distrito que establecieran centros de cuarentena a nivel de distrito con 200 camas y a nivel de circunscripción con 100 camas cada uno. El 25 de marzo, todos los hospitales de distrito del estado recibieron instrucciones del departamento de salud de Andhra Pradesh para que establecieran salas de aislamiento. El estado, el 31 de marzo, identificó hospitales dedicados a la atención de casos de enfermos por COVID-19 , 4 a nivel estatal y 13 a nivel de distrito.

## Prestación de ayuda

### Servicio puerta a puerta para titulares de tarjetas de racionamiento
El 25 de marzo de 2020, a través de los voluntarios de su aldea, el estado distribuyó 1 kg de gramo rojo y la cuota de abril de arroz, a todos los titulares de su tarjeta de racionamiento. Este servicio se brindó puerta a puerta, seguido de la entrega de 1000 rupias, una ayuda monetaria única, el 4 de abril de 2020, a estos hogares. Esta asistencia monetaria tenía como objetivo proporcionar asistencia a alrededor de 30 lakh familias a un costo de esquema de 1300 rupias.

### Montaje de centros especiales de acogida
El 31 de marzo de 2020, el gobierno estatal ordenó a toda la administración del estado de Andhra Pradesh que preparara un refugio con servicios de alojamiento y pensión para los trabajadores migrantes y las personas sin hogar. Estos refugios debían ser administrados por un "oficial de nodo" individual, designado por el recaudador de distrito o el comisionado municipal. El estado también ordenó un chequeo médico rápido de todos los residentes por parte de una enfermera partera auxiliar (ANM) del Equipo de Vigilancia y Salud Primaria.